# Jonathan Schwass

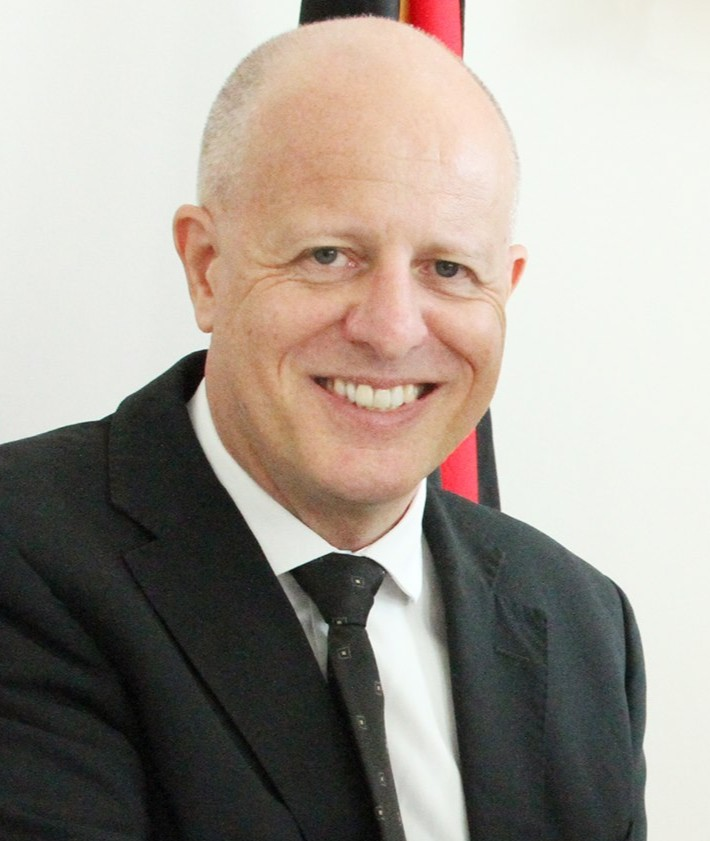
Jonathan Schwass (2016)

Jonathan Douglas Schwass ist ein neuseeländischer Diplomat.
Von 2014 bis 2016 war Schwass Botschafter Neuseelands in Osttimor. Zuvor war er stellvertretender neuseeländischer Hochkommissar auf den Salomonen. Nach seinem Dienst in Dili war Schwass Bereichsleiter der Südostasienabteilung des Außenministeriums. Am 18. Juli 2017 wurde er zum Hochkommissar in Vanuatu ernannt, wo er bis 2021 blieb.